# Kanaánské jazyky
Kanaánské jazyky jsou jednou z podskupin severozápadních semitských jazyků. Kromě hebrejštiny se jedná o mrtvé jazyky: féničtina, punština, amonitština, moabština a edomština, jimiž se mluvilo na území Palestiny a Foinikie.

## Charakteristika
Kanaánské jazyky se vyznačují těmito společnými rysy, jimiž se zároveň odlišují od ostatních semitských jazyků:
- substantiva ztratila oproti pádovou flexi
- slovesný systém se zjednodušil